# フラウィウス・コンスタンティヌス
フラウィウス・コンスタンティヌス (ラテン語: Flavius Constantinus) は、5世紀中ごろに活躍した東ローマ帝国の政治家。457年に執政官となったほか、3度にわたりオリエンス道長官となり帝国の実権を握った。

## 生涯

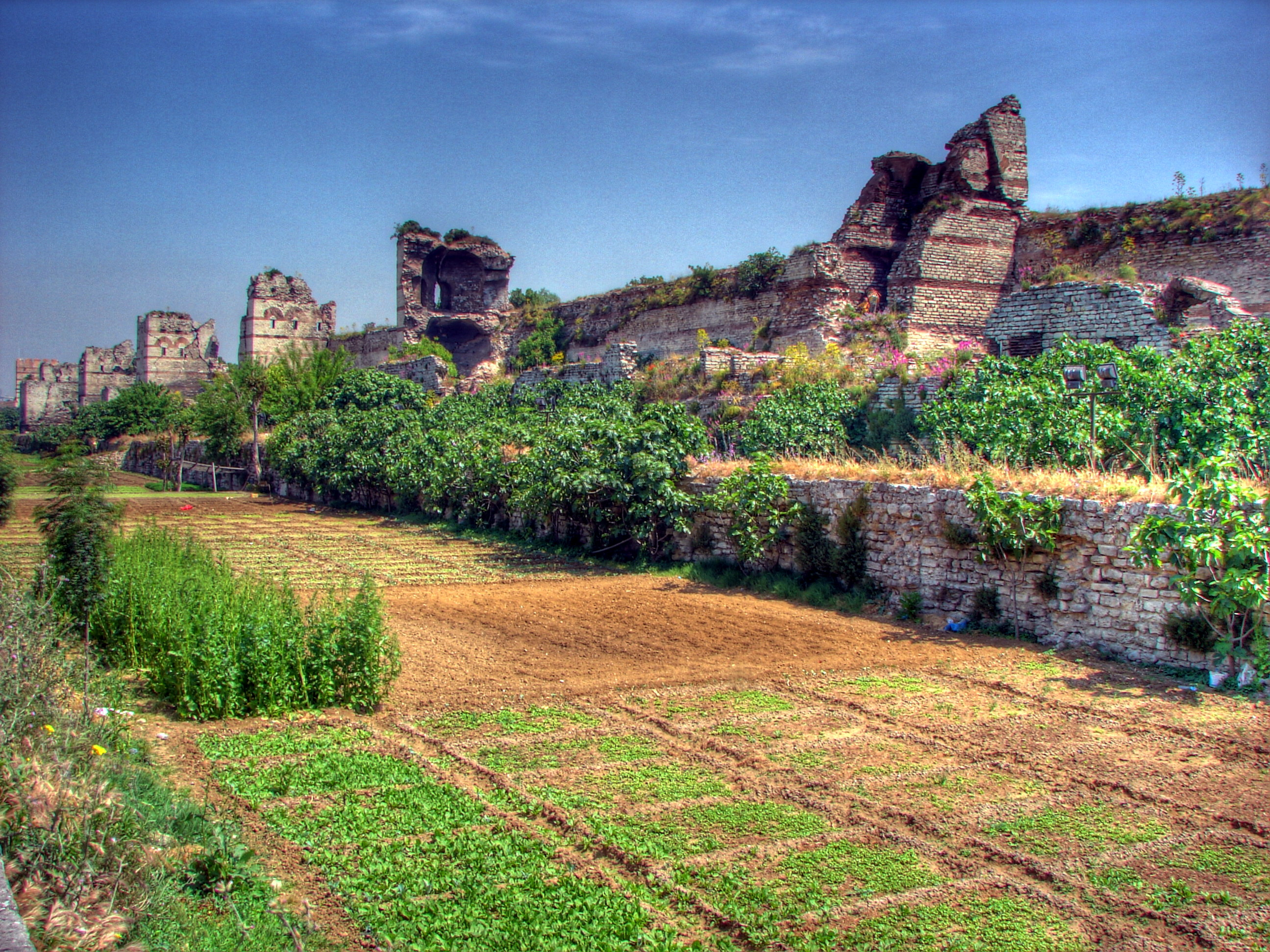
テオドシウスの城壁の一部。447年1月の地震で被害を受けたが、コンスタンティヌスのもとで60日のうちに修復された。

ラオディキアで生まれたコンスタンティヌスは、447年ごろにオリエンス道長官に任じられた。おりしもこの年の1月に起こった大地震でコンスタンティノープルの城壁が大きな被害を受けていたところにフン族のアッティラの軍勢が迫っているという危機的状況の中、コンスタンティヌスは城壁の修復にあたることになった。彼はデーモイ（コンスタンティノープル競馬場の応援団）を使って1万6000人の労働者を集めた。青党にはブラケルナエの門からミリアンドリオンの門まで、緑党にはミリアンドリオンの門からマルマラ海までを担当させ、60日後の3月末までには城壁修復と堀の清掃が終わった。これを記念して、複数の言語で書かれた記念碑が建てられた。 
コンスタンティヌスは、在任中にキュロスのテオドレトスからキュロスにおける減税を求める嘆願書を受け取っている。テオドレトスは後に同じ内容の書簡をもう一度送ったものの、これが届くころにはすでにコンスタンティヌスは退任していた。
451年にオリエンス道長官を退いたが、その後もカルケドン公会議に参加している。456年にはオリエンス道長官に復帰した。
457年、コンスタンティヌスは執政官に任じられた。もう一人の執政官は、同じ東ローマ帝国側の政治家フラウィウス・ルフスだった。459年、コンスタンティヌスは3度目のオリエンス道長官に就任した。457年以降にはパトリキウスの称号も獲得している。
464/5年、コンスタンティヌスはサーサーン朝のペーローズ1世のもとに使者として派遣された。彼はいったんエデッサで待たされたのち、ペーローズ1世の宮廷に通された。サーサーン朝側は東ローマ帝国に数々の苦情を申し立てるとともに、コーカサスにおける対北方民防衛の拠点であるカスピの門の維持のため、東ローマ帝国に金銭的貢献を求めてきた。コンスタンティヌスらはこれを拒絶したため、何も得るものなく帰らざるを得なかった。